# Jann Jensen
Jann Jensen (* 22. Februar 1969) ist ein ehemaliger dänischer Fußballspieler.

## Sportliche Laufbahn

### Vereinskarriere
Mit 19 Jahren kam der Däne zum 1. FC Köln und blieb dort vier Jahre. In dieser Zeit konnte er sich nie langfristig einen Platz in der ersten Elf erobern, was auch an diversen Verletzungen lag. 1992 wechselte er zum VfL Wolfsburg in die 2. Bundesliga, mit dem ihm 1997 der Aufstieg in die Bundesliga gelang. 1998 zog es ihn zurück in die Heimat.

### Statistik
- 3 U21-Länderspiele für Dänemark
- Bundesliga
  - 42 Spiele 1. FC Köln
  - 12 (Erst-Liga)-Spiele VfL Wolfsburg
- 2. Bundesliga
  - 121 Spiele; 2 Tore VfL Wolfsburg
- UEFA-Pokal
  - 10 Spiele; 1 Tor 1. FC Köln

### Erfolge
- 1989 Deutscher Vizemeister
- 1990 Deutscher Vizemeister
- 1991 DFB-Pokalfinalist
- 1995 DFB-Pokalfinalist
- 1997 Aufstieg in die Bundesliga

## Trainerlaufbahn
In den Dänemarkt trainiert er den Dalum IF, bei dem er seine Spielerkarriere nach seiner Rückkehr in die Heimat ausklingen ließ, und Odense KS. Bei B 1909 Odense wirkte er als Co- und Interimstrainer.